# سیارک ۳۴۸۵
سیارک ۳۴۸۵ (به انگلیسی: 3485 Barucci، نامگذاری:1983NU) سه هزار و چهارصد و هشتاد و پنجمین سیارک کشف شده‌است که در ۱۱ ژوئیه ۱۹۸۳ کشف شد.
قدر مطلق سیارک برابر ۱۲٫۶۰ است.